# Enokotnik
Enokotnik (s tujko tudi henagon ali monogon) je mnogokotnik z eno stranico, enim ogliščem in enim notranjim kotom. Njegov Schläflijev simbol je {1}. Coxeter-Dinkinov diagram je . Notranji kot ima 360º.
Ker pa ima vsak enokotnik samo eno stranico in samo en notranji kot, spada med pravilne mnogokotnike.  

## V evklidski geometriji
V evklidski geometriji se običajno vzame, da je enokotnik  nemogoč, ker morata njegovi končni točki sovpadati.

## Sferna geometrija
V sferni geometriji pa se lahko nariše končni enokotnik tako, da se postavi njegovo oglišče kjerkoli na velikem krogu. Z dvema enokotnikoma se lahko konstruira na sferi dieder, ki pa ima Schläflijev simbol {1, 2}. 
Enokotnik se lahko uporabi tudi v sfernem poliedru kot so enokotni dieder {1, 2}, dvokotni hozoeder {2, 1} ali enokotni henaeder {1, 1}. Enokotni enoeder je sestavljen iz samo enega oglišča, nima stranic, ima pa samo eno stransko ploskev.